# マウソレウム

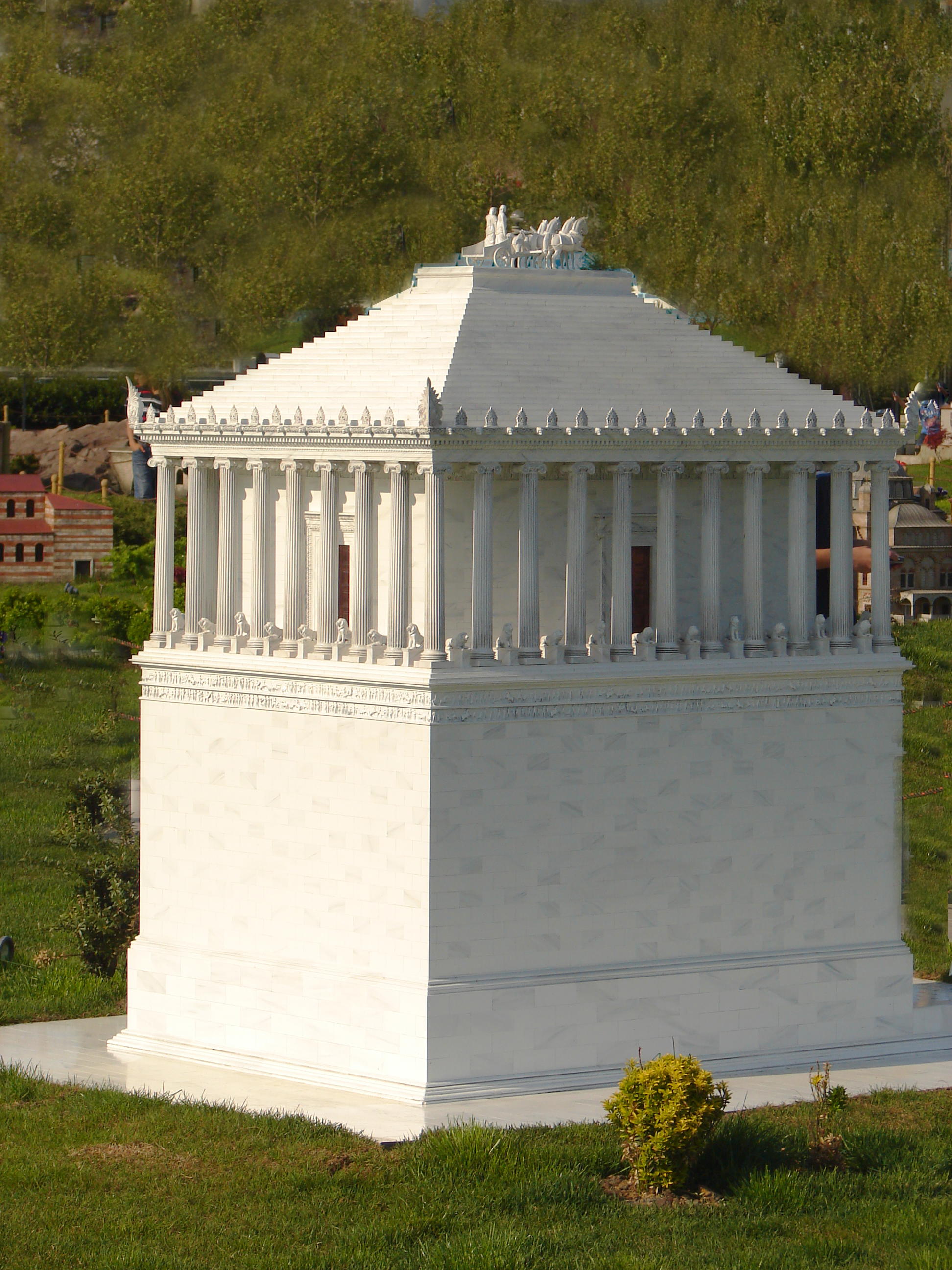
マウソロス霊廟のミニチュア模型（トルコ、イスタンブール）

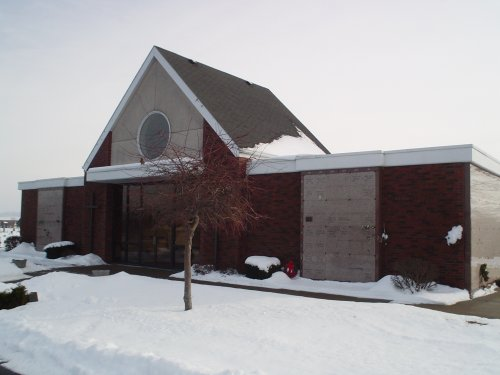
アイオワ州キー・ウェストにあるセントジョセフ大聖堂霊廟。
この霊廟は従来の霊廟地下墓室に加え、納骨堂も持っている。

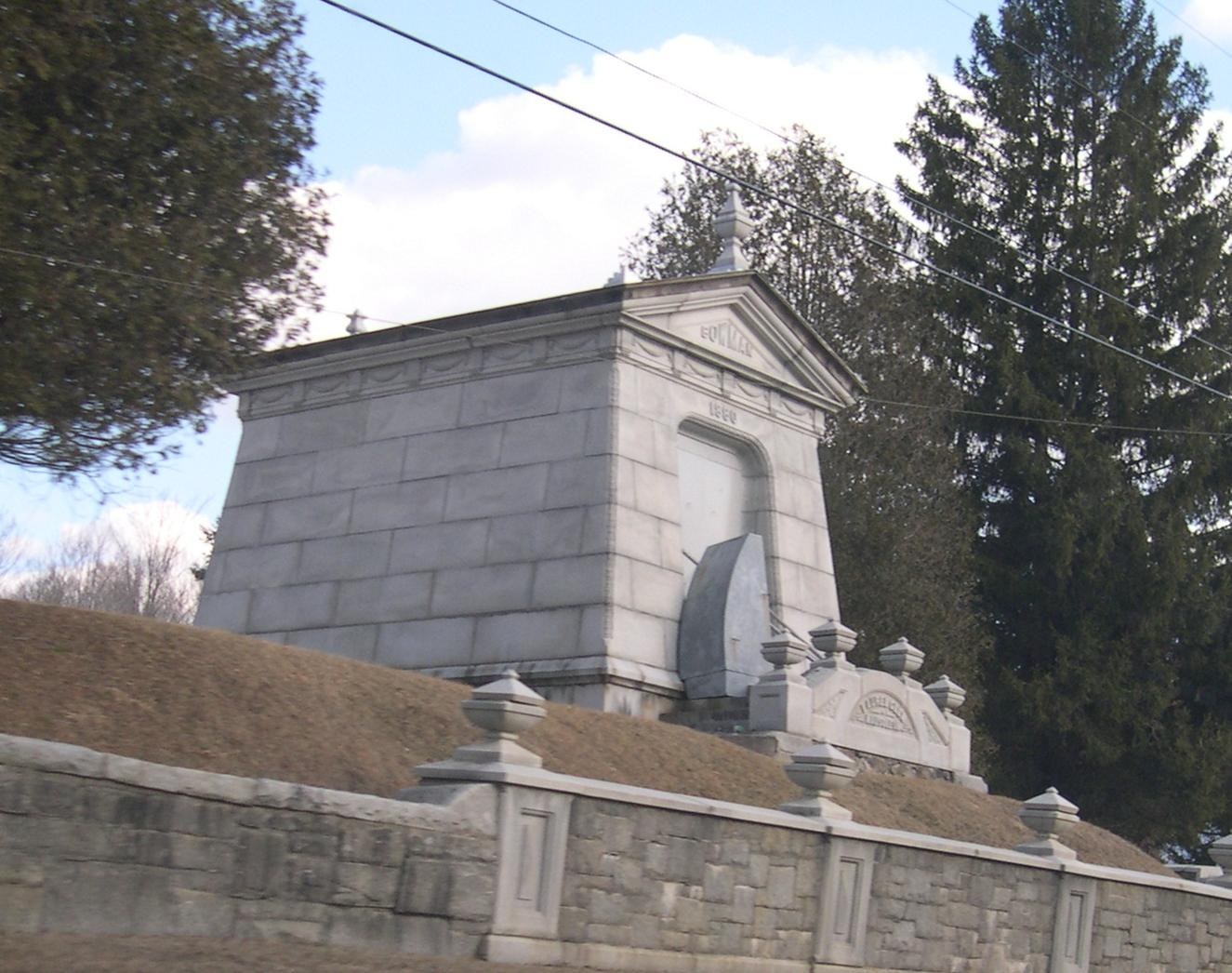
ローレルグレン霊廟
(バーモント州シュルーズベリー)

マウソレウム（Mausoleum）とは、亡くなった指導者のために構築される大きく印象的な墓を指している。後に亡くなった個々の人々の為の地下墓室を含んでおり、近代のものは、従来の霊廟地下墓室に加え、納骨堂を持っている。現在では教会のような大型施設の一部になっている事もある。ロサンゼルスの聖マリア大聖堂は、埋葬のための6,000の陵と納骨堂のスペースを持っている。

## 概説
英名のマウソレウムは、カリア国を統治したアケメネス朝ペルシアの王、マウソロス（Maussollos）の霊廟が由来である。マウソロス霊廟は、「ハリカルナッソスの霊廟」としても知られ、世界の七不思議のうちの1つである。
ニューヨークにあるグラント将軍の墓はマウソロス霊廟を参考に作られた。他には、スプリングフィールドのエイブラハム・リンカーンの墓などが有名である。
聖人などを祀るところがヨーロッパに多い。
かつての社会主義諸国では、建国の父を生前の姿そのままに永久保存する形の廟がよく作られた。今日でもモスクワの「レーニン廟」を始めに、北京の「毛主席紀念堂」（毛沢東）、ハノイの「ホー・チ・ミン廟」、平壌の「錦繍山太陽宮殿」（金日成）などに見ることが出来る。共産圏以外でもケマル・アタテュルク、ムハンマド・アリー・ジンナー、マニュエル・ケソン、サパルムラト・ニヤゾフ、イスラム・カリモフ、ルーホッラー・ホメイニー、ハーフィズ・アル＝アサド、スハルト、クワメ・エンクルマ、ジョモ・ケニヤッタ、ヘイスティングズ・カムズ・バンダ、ジュリウス・ニエレレ、ローラン・カビラ、ニャシンベ・エヤデマ、レオン・ムバ、オマール・ボンゴ・オンディンバ、ガマール・アブドゥル＝ナーセル、ハビーブ・ブルギーバ、モロッコ国王ムハンマド5世の霊廟も造られた。

## イスラーム世界における廟
イスラーム世界における廟は多くの場合、葬られている人物の墓に付属する施設である。聖地マッカへの巡礼にあわせて預言者のモスクを訪れたり、シーア派の信徒がイラクにあるイマーム達の墓廟に参詣するなど、墓廟は多くのムスリムから崇敬を集める存在である。

### 信仰に関わるもの
サウジアラビア・マディーナにあるムハンマドの墓廟である預言者のモスクや、イラク・ナジャフにあるアリーの墓廟などが知られる。墓所とされる場所が複数ある場合は廟も複数存在し、アリーの墓廟と称するものはナジャフのほかにも、アフガニスタン・マザーリシャリーフなどにも存在している。
スーフィー達を祀る聖者廟も各地に存在する。スーフィズム（イスラーム神秘主義）では聖者崇拝が盛んで、墓廟への参詣によってさまざまな「ご利益」にあずかることを期待する信徒も多い。小規模な墓廟も多いが、世界遺産であるホージャ・アフマド・ヤサヴィー廟やコンヤにあるジャラール・ウッディーン・ルーミーの廟といった大規模なものも存在する。
もっとも、イスラームでは偶像崇拝を否定しているため、聖者崇拝や墓廟の聖地視を信仰からの逸脱と見なす厳格な考えも存在しており、過去にはワッハーブ派の第一次サウード王国が各地の聖者廟を破壊するという出来事も起こっている。

### 王侯や学者などの廟
王侯や学者などの廟も存在する。ダマスカスのサラーフッディーンの廟や、アブー・ハニーファやシャーフィイーといった著名な法学者の廟、ムガル帝国における各種墓廟建築などがある。
ムガル帝国の墓廟建築には美しいものが多く、第2代皇帝フマーユーンの墓廟であるフマーユーン廟や、第5代皇帝シャー・ジャハーンが皇妃ムムターズ・マハルの墓廟として建設したタージ・マハルは、イスラーム建築の至宝とも言われている。